# Sarebbe bello non lasciarsi mai, ma abbandonarsi ogni tanto è utile
Sarebbe bello non lasciarsi mai, ma abbandonarsi ogni tanto è utile è il secondo album in studio di Dimartino, uscito nel 2012.

## Descrizione
L'album, pubblicato da Picicca Dischi, esce a due anni di distanza dall'esordio Cara maestra abbiamo perso ed è coprodotto da Brunori Sas. In Cartoline da Amsterdam partecipa Giovanni Gulino dei Marta sui Tubi.
Il singolo di lancio è Non siamo gli alberi, di cui viene realizzato anche un videoclip diretto da Giacomo Triglia.

## Tracce
1. Non siamo gli alberi
2. Non ho più voglia d'imparare
3. Venga il tuo regno
4. Amore sociale
5. Cartoline da Amsterdam
6. La penultima cena
7. Maledetto autunno
8. Io non parlo mai
9. Piccoli peccati
10. Poster di famiglia
11. Ormai siamo troppo giovani